# Oberstadion
Oberstadion là một thị xã nằm trong huyện Alb-Donau thuộc bang Baden-Württemberg, Đức. Nơi đây bao gồm các làng: Oberstadion, Hundersingen, Mundeldingen, Moosbeuren, Mühlhausen và Rettighofen.

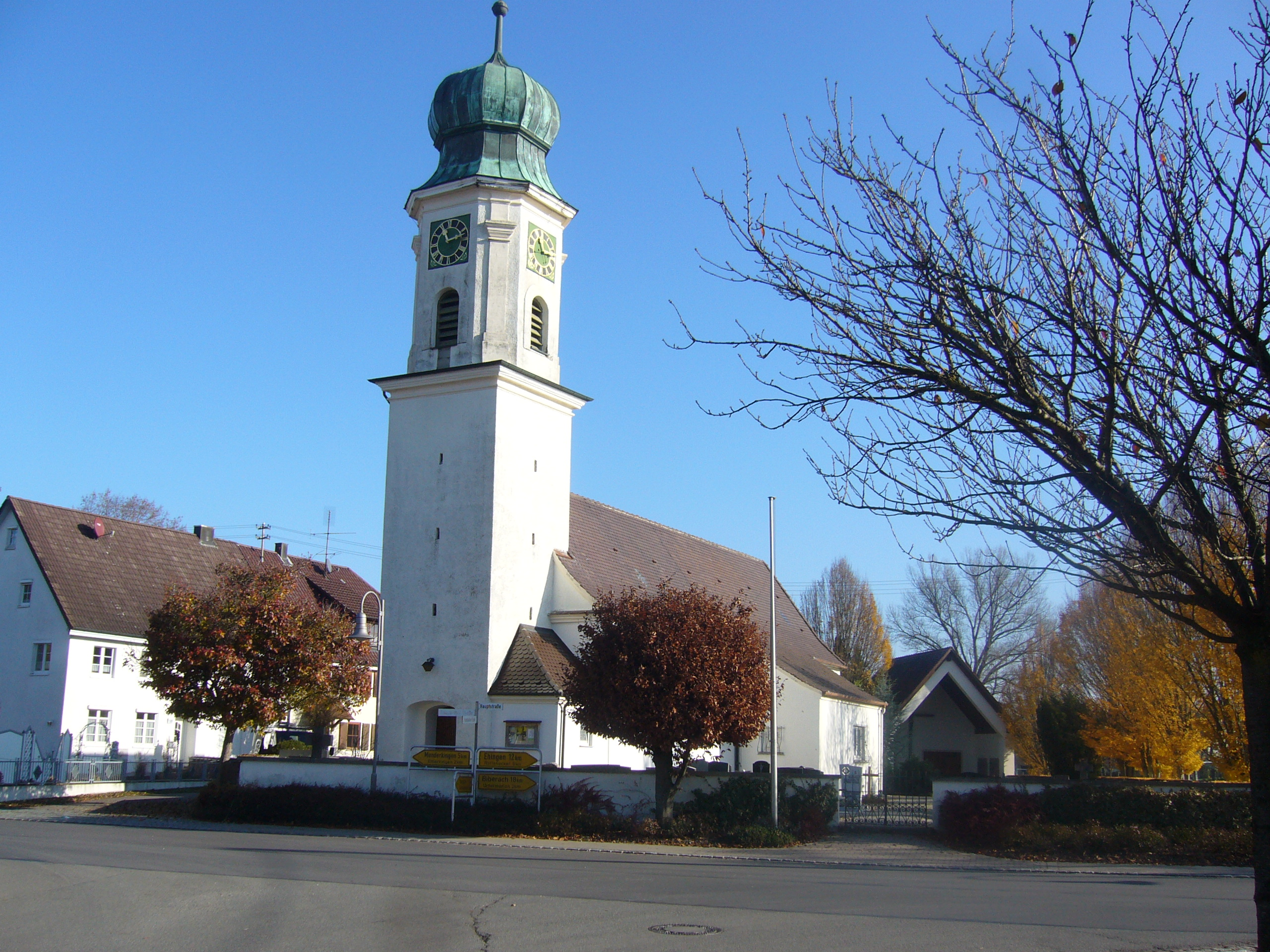
Nhà thờ ở Hundersingen